# Articulação metacarpofalangeana
A articulação metacarpofalangeana é do tipo côndilo, formada pela recepção das cabeças arrendondadas dos ossos do metacarpo nas cavidades rasas das extremidades proximais das falanges, com exceção do polegar, que possui articulação em em sela.